# Harbin Brewery
De Harbin Brewery (Vereenvoudigd Chinees: 哈尔滨啤酒集团; Traditioneel Chinees: 哈爾濱啤酒集團; pinyin: Hā'ěrbīn Píjiǔ Jítuán) is een Chinese brouwerij te Harbin die sinds 2004 eigendom is van Anheuser-Busch InBev..

## Geschiedenis
De Harbin Brewery is de oudste bierproducent in Noordoost-China, opgericht in 1900 in het toenmalige Mantsjoerije door Jan Wróblewski, een Duitser van Poolse origine, afkomstig uit Tarczyn, Pruissisch Polen. De brouwerij kreeg zijn eigen naam en was initieel opgericht om bier te bezorgen aan de Russische werklui aan de Trans-Mantsjoerische spoorlijn, een project dat in 1989 aangevangen werd. In 1902 wijzigde de naam in Gloria en in 1932 in Harbin Brewery Factory toen de brouwerij in Chinese en Tsjechische handen kwam. Later, in 1946, toen het Rode Leger Mantsjoerije veroverde, kwam de brouwerij in handen van de Sovjet-Unie die de brouwerij de naam Quilin Stock Company Limited gaven. In 1950 werd op bevel van Stalin de eigendommen terug aan China gegeven en werd de brouwerij staatseigendom onder de huidige naam. Gedreven door de Grote Sprong Voorwaarts werd de brouwerij in 1959 de eerste die brouwde met mais in plaats van rijst. In de jaren 1960 focuste de brouwerij zich op modernisering en in 1973 werd de eerste sterilisatiemachine in de provincie Heilongjiang in dienst genomen.
In juni 2003 kocht de brouwerijgroep SABMiller 29,6% van de aandelen en stelde datzelfde jaar voor om de resterende aandelen te kopen. In mei 2004 mengde Anheuser-Busch zich in de strijd door 29% van de aandelen van de brouwerij voor 139 miljoen US$ te kopen en met een tegenvoorstel voor de aankoop van de resterende aandelen. Het bod lag 2,5 maal hoger dan het bod van SABMiller en Anheuser-Busch kwam zo in het bezit van de meerderheid der aandelen.
Het nationale biermerk Harbin is samen met het nationale Sedrin en het internationale biermerk Budweiser goed voor 73% van de totale omzet van Anheuser-Busch InBev China Co.

## Bieren
- Harbin (哈尔滨啤酒) – achtste bestverkochte bier in de wereld[2]